# Silhouettella loricatula
Silhouettella loricatula là một loài nhện trong họ Oonopidae. Loài này phân bố ở châu Âu, Bắc Phi, và quần đảo Canary. Con cái có kích thước 2 mm, con đực 1,2–2 mm. Nó có màu đỏ sẫm và chân có màu cam sậm.